# Conchaspis mameti
Conchaspis mameti är en insektsart som beskrevs av Ben-dov 1974. Conchaspis mameti ingår i släktet Conchaspis och familjen Conchaspididae.
Artens utbredningsområde är Madagaskar. Inga underarter finns listade i Catalogue of Life.